# Клаус Нарр
Клаус Нарр (нем. Claus Narr, Claus Narren von Ranstedt, то есть «Клаус Дурак из Ранштедта»; ок. 1486, Ранштедт — после 1530, Вайда) — шут при саксонском дворе XVI века, один из самых известных немецких шутов.
Клаус был принят ко двору в возрасте 9 лет из-за своего уродского внешнего вида и странного поведения, вызванного тем, что он был природным дураком. Он служил шутом при дворе курфюрста Фридриха II, затем у его наследника Эрнста, затем у Фридриха III, архиепископа магдебургского Эрнста II, Иоганна Твёрдого. Его следы теряются после 1530 года.
Он был умственно неполноценным и, судя по его портрету, имел бычью шею и тяжелые психические и физические недостатки, но приобрел в течение своей жизни такую громкую репутацию, что Ганс Сакс сделал его героем своего фарса Klaus Narren drey grose wunder in der stat zu Leipzig, где от его имени остроумно критикует католическую церковь. Другие источники показывают, что он был затворником и часто бредил. Богослов Вольфганг Бюттнер написал о нем книгу анекдотов Sechshundert sieben und zwantzig Historien von Claus Narrenn (1572), которая была очень популярна в XVI и XVII веках.